# Austraeolis
Genre
Austraeolis est un genre de mollusques nudibranches de la famille des Facelinidae. Le genre est décrit en 1962 avec comme espèce type le nudibranche australien Flabellina ornata, depuis devenu Austraeolis ornata.

## Liste d'espèces
Selon World Register of Marine Species (17 mars 2016) :
- Austraeolis benthicola Burn, 1966
- Austraeolis catina Ev. Marcus & Er. Marcus, 1967
- Austraeolis ornata (Angas, 1864)
- Austraeolis stearnsi (Cockerell, 1901)